# Hincksella projecta
Hincksella projecta är en nässeldjursart som först beskrevs av John Fraser 1938.  Hincksella projecta ingår i släktet Hincksella och familjen Syntheciidae. Inga underarter finns listade i Catalogue of Life.